# Nitidobulbon
Nitidobulbon es un género con tres especies de orquídeas epifitas. Es originario de Ecuador.

## Especies
- Nitidobulbon cymbidioides (Dodson, J.T.Atwood & Carnevali) I. Ojeda & G.A.Romero
- Nitidobulbon nasutum (Rchb.f.) I.Ojeda & Carnevali
- Nitidobulbon proboscideum 	(Rchb. f.) I. Ojeda & Carnevali